# Papstbesuch in Bayern 2006
Der Papstbesuch in Bayern 2006 war eine pastorale Reise von Benedikt XVI. in sein Heimatland Bayern vom 9. bis zum 14. September 2006. Er besuchte während dieses Staatsbesuches vor allem München, Altötting, Regensburg und Freising und feierte mehrere Messen, an denen zum Teil mehrere hunderttausend Gläubige teilnahmen. Der Papst wurde auch vom vatikanischen Kardinalstaatssekretär Angelo Sodano, Dekan des Kardinalskollegiums, begleitet.

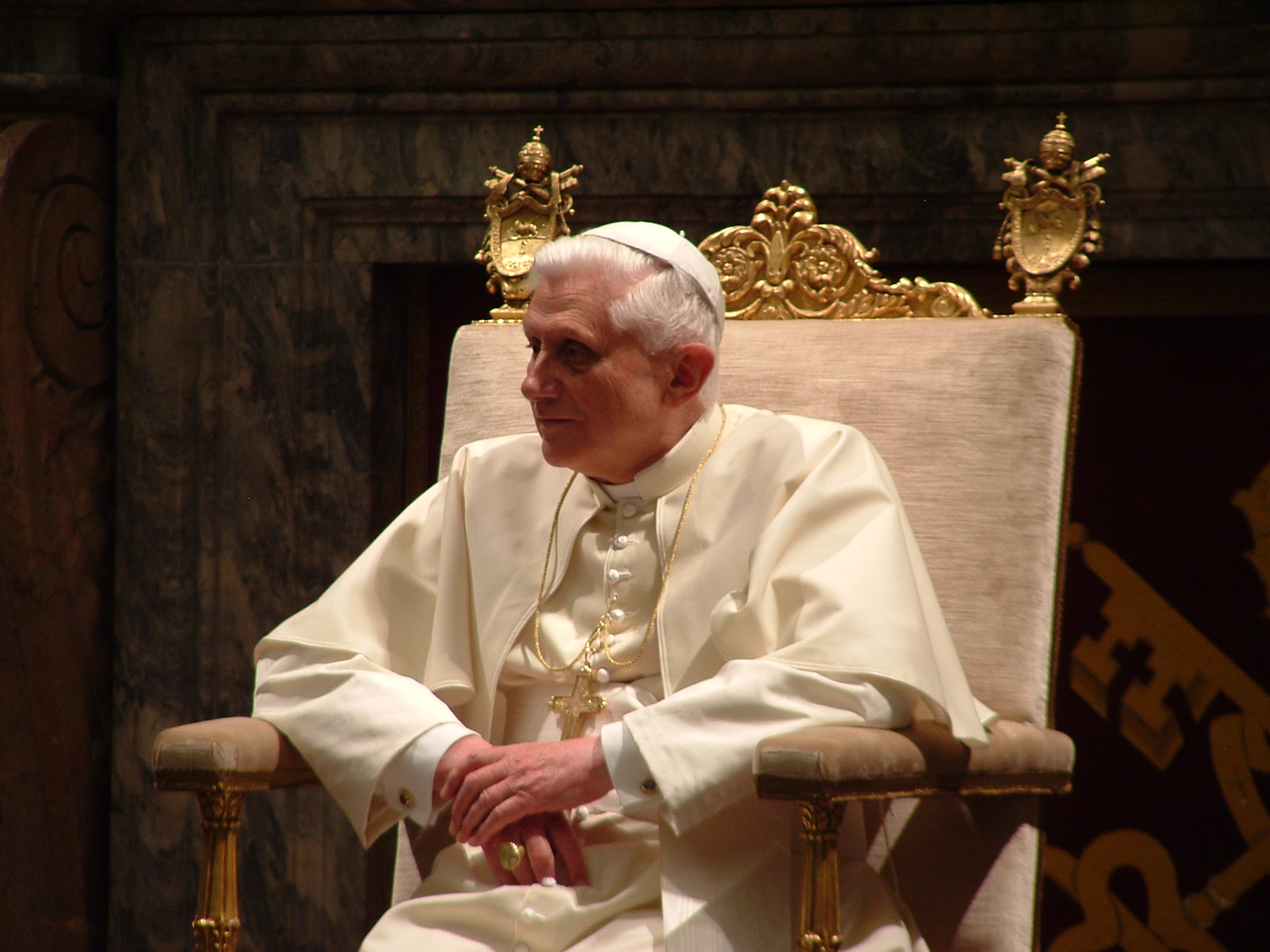
Papst Benedikt

## Vorbereitungen
Bereits bei der Wahl von Kardinal Ratzinger zu Papst Benedikt versprach er den bayerischen Bischöfen und der bayerischen Staatsregierung einen baldigen Besuch. Konkret wurde dies mit der Vorstellung des Papstbesuches am 22. März 2006 durch die Bischofskonferenz bekannt gegeben. So stellte man das Motto „Wer glaubt  ist nie allein“ vor.

## Ablauf

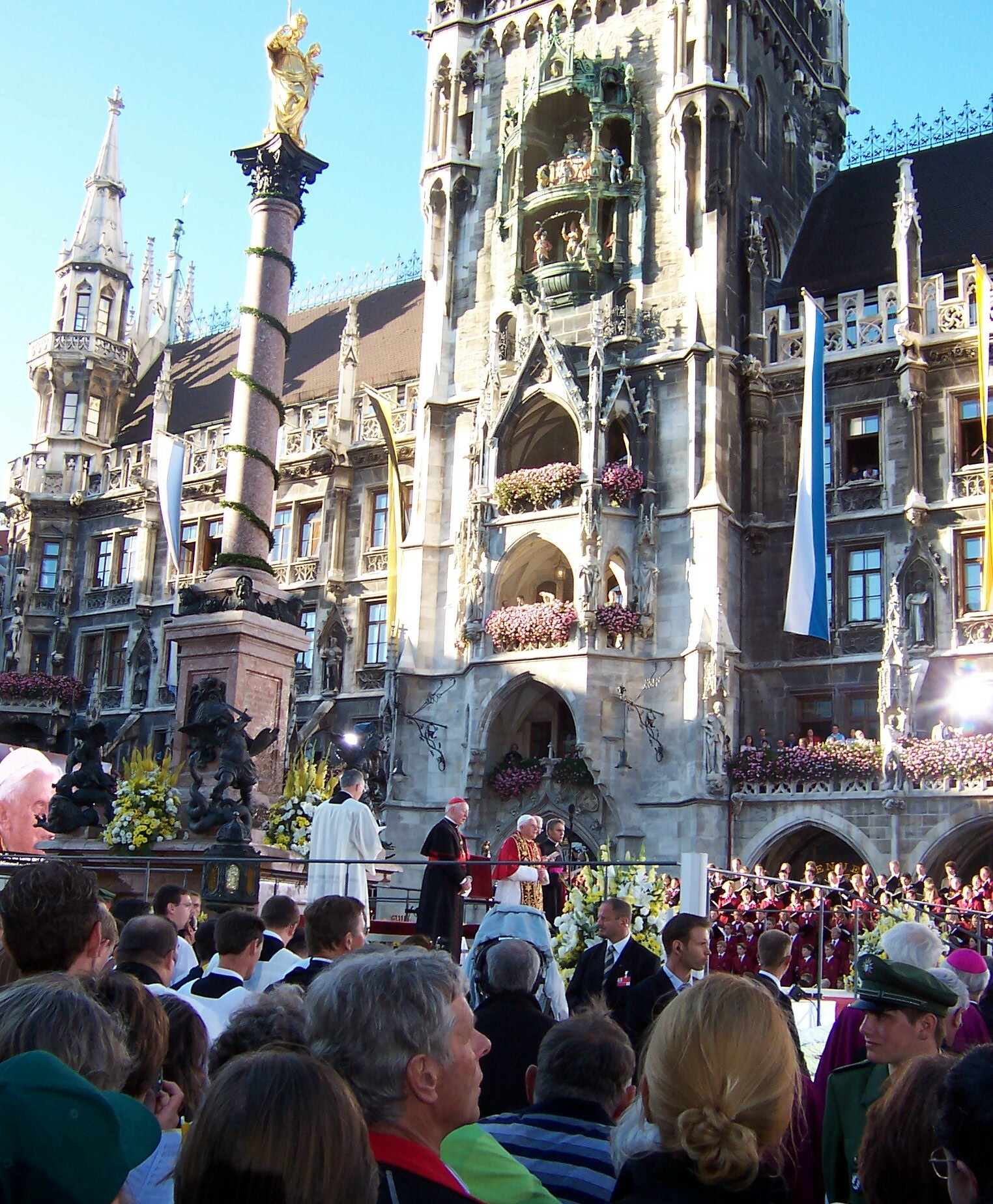

### 9. September – München
Ankunft
Am Samstag, 9. September, um 15.22 Uhr, traf Papst Benedikt XVI. am Flughafen München ein, wo er von Bundespräsident Horst Köhler sowie der Bundesregierung und der bayerischen Landesregierung mit militärischen Ehren empfangen wurde. Er rief seine Landsleute auf, die grundlegenden Werte des christlichen Glaubens an die neuen Generationen weiterzugeben. Auch setzte er ein Zeichen für die Ökumene: „Wir werden uns mit Herz und Verstand darum mühen, dass wir zueinander kommen“.
Bei der anschließenden Fahrt in die Münchner Innenstadt, deren letzter Teil auch im Papamobil stattfand, wurde der Papst von ca. 70.000 Menschen erwartet. Die Sicherheitsvorkehrungen waren prinzipiell die gleichen wie bei einem Besuch eines amerikanischen Präsidenten.
Marienplatz
20.000 Menschen konnten am Marienplatz auf Großbildleinwänden die Ereignisse ab dem Start des Papstes in Rom bis zu seinem Erscheinen mitverfolgen. Vor der Mariensäule wurde der heimgekehrte Papst vom bayerischen Ministerpräsidenten Edmund Stoiber und Münchener Erzbischof Kardinal Friedrich Wetter begrüßt. Papst Benedikt XVI. erinnerte sich in seiner sehr persönlich tönenden Ansprache an seine Verbundenheit zur Münchener Mariensäule und zu Bayern (siehe auch bei Korbiniansbär). Er betete um die Hilfe von Maria und bat sie: „Segne uns und diese Stadt und dieses Land“. Nach dem Gebet sang der Papst das Bayernlied mit der jubelnden Menge kräftig mit.
Staatsempfang
Darauf fuhr er zum Staatsempfang in die Münchner Residenz, wo er Gespräche mit Politikern und Volksvertretern führte: mit Bundespräsident Horst Köhler über die Kirchen, mit Bundeskanzlerin Angela Merkel über europäische Werte, mit Ministerpräsident Edmund Stoiber über die Zukunft Bayerns.

### 10. September – München
Gottesdienst in Riem
Am 10. September zelebrierte der Papst einen Sonntagsgottesdienst auf dem Freigelände der Messe München in der Messestadt Riem. Diesen besuchten mehr als eine Viertelmillion Menschen. In seiner Predigt übte der Papst indirekt Kritik an der deutschen katholischen Kirche, da sie sich mehr für soziale als missionarische Projekte einsetze – beides sei jedoch eng miteinander verbunden. Auch beklagte er sich über eine allgemeine „Schwerhörigkeit gegenüber Gott“.
Innenstadt

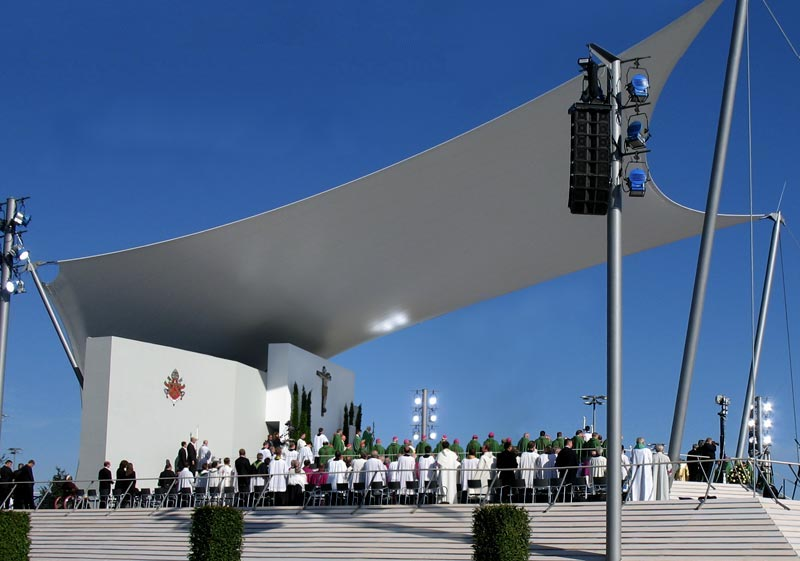
Papstmesse in München

Am Nachmittag begrüßte der Papst die vorbeigesammelten Menschen vom Balkon des Erzbischöflichen Palais in München mit spontanen Worten. In einer Vesperfeier am frühen Abend in der Liebfrauenkirche forderte Benedikt XVI. zu der Weitergabe des katholischen Lebens auf.

### 11. September – Altötting
Altötting
Am dritten Tag seiner Reise besuchte der Papst den Marienwallfahrtsort Altötting. Hier betete der Papst still vor der „schwarzen Madonna“ in der Gnadenkapelle. Einem weiteren Gottesdienst unter freiem Himmel wohnten 60.000 Gläubige bei. In seiner Predigt betonte der Papst besonders die Marienfrömmigkeit. Anschließend weihte er die Anbetungskapelle ein. Am Abend feierte der Papst in der Basilika St. Anna vor mehreren tausend Ordensleuten und Priesterseminaristen Vesper. Hier beklagte er besonders den Priestermangel in der Welt, warnte zugleich jedoch vor Aktionismus. Am Ende des Gottesdienstes widmete er seinen Kardinalsring der schwarzen Madonna von Altötting.
Marktl
Am Abend besuchte der Papst seinen Geburtsort Marktl. Dort verweilte er nur kurz in Stille am Taufstein der Kirche St. Oswald und verzichtete auf den Besuch seines Geburtshauses. Nach seinem Besuch in Marktl wurde der Papst nach Regensburg geflogen, wo er nach einer Fahrt durch die Innenstadt gegen 21 Uhr das Priesterseminar St. Wolfgang erreichte.

### 12. September – Regensburg
Messe

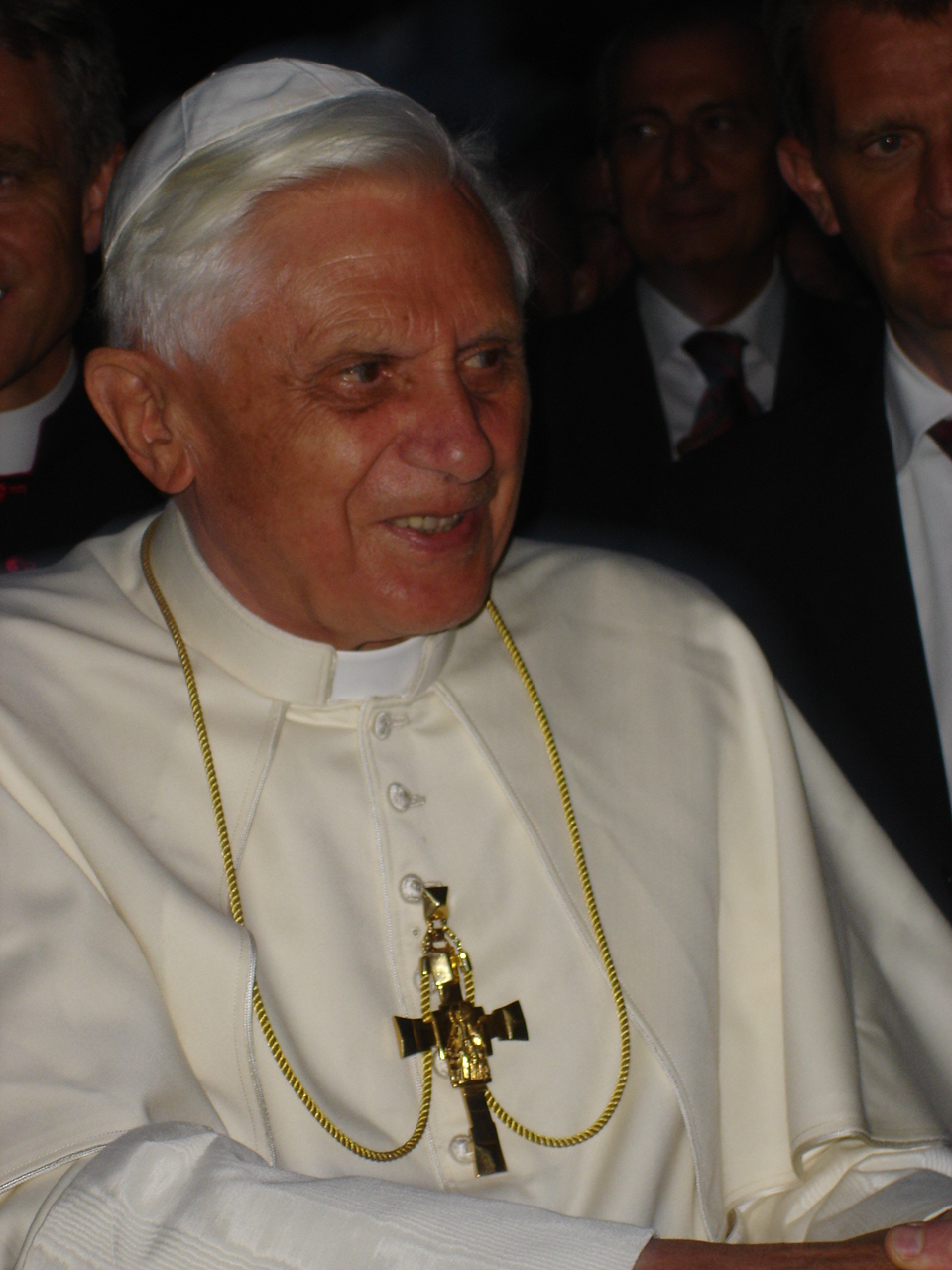
Papst Benedikt vor seinem Privathaus in Pentling

Am 12. September feierte Benedikt XVI. eine Messe auf dem Islinger Feld in Regensburg, die 100.000 bis 250.000 Pilger besuchten. In seiner Predigt betonte er die Unverzichtbarkeit des Glaubens und verurteilte den Atheismus als Irrweg. Er kritisierte besonders auch die Wissenschaft, die daran arbeite, Gott überflüssig werden zu lassen. Zugleich prangerte er auch den religiösen Hass und Fanatismus in der Welt an.
Für diesen Gottesdienst komponierte Diözesanmusikdirektor Christian Dostal das offizielle Mottolied Wer glaubt, ist nie allein (Text: Hagen Horoba), das später in verschiedenen Bistümern in den Eigenteil des neuen Gotteslobs aufgenommen wurde.
Universität
Am Mittag besuchte der Papst die Universität Regensburg. Dort hielt er eine Vorlesung zum Thema „Glaube, Vernunft und Universität – Erinnerungen und Reflexionen“. Sie enthielt Aussagen zum Verhältnis des Islam zur Gewalt und ein weltweit umstrittenes islamkritisches Zitat des byzantinischen Kaisers Manuel II. Palaiologos (siehe auch: Papstzitat von Regensburg). In einem abschließenden ökumenischen Vesper feierte er im Dom zusammen mit dem evangelisch-lutherischen Landesbischof von Bayern Johannes Friedrich sowie dem orthodoxen Metropoliten von Deutschland Augoustinos. Dort bekräftigte er den Willen zu einer Annäherung zwischen Protestanten und Katholiken; konkrete Schritte nannte er jedoch nicht.

### 13. September – privater Tag
Am 13. September weihte er die neue nach ihm benannte Orgel in der Alten Kapelle. Zusammen mit seinem Bruder Georg Ratzinger besuchte er das Grab seiner Eltern und Schwester auf dem Ziegetsdorfer Friedhof sowie sein Privathaus in Pentling.

### 14. September – Freising
Freising

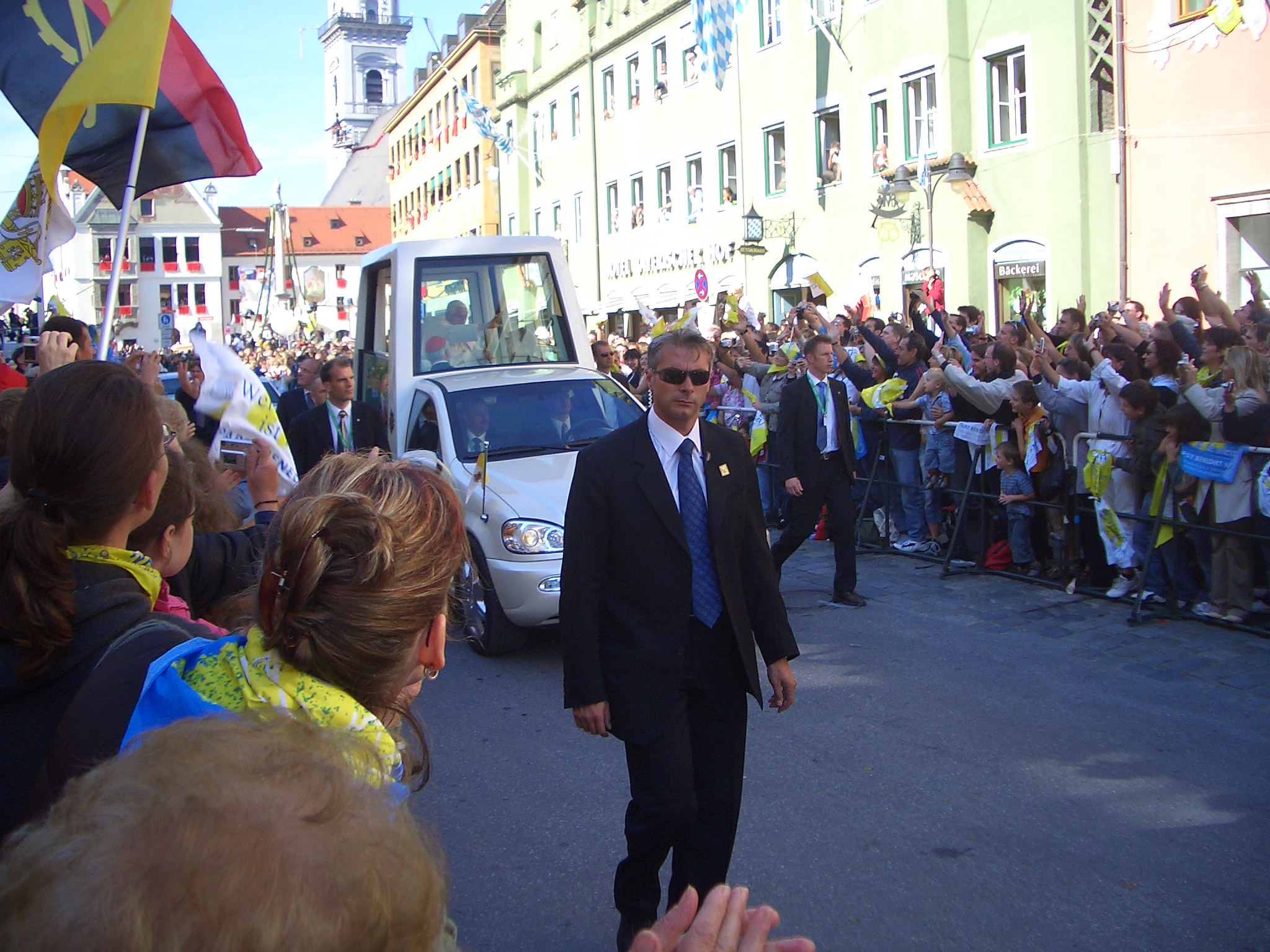
Papst Benedikt im Papamobil in der Altstadt von Freising

Letzte Station der Heimatreise des Pontifex war Freising. Nach einer Fahrt durch die Freisinger Altstadt wurde er auf dem Domberg vom versammelten Klerus des Erzbistums empfangen. Im Dom zog er seiner vorbereiteten Homilie eine freie Predigt vor und sprach über die Situation der deutschen Kirche vor Priestern und Diakonen.
Flughafen München
Gegen Mittag traf er am Flughafen von München ein. In einer Abschiedsrede bedankte er sich bei der Heimat für den Empfang. Nach der Verabschiedung flog er gegen 13:10 ab. Er landete gegen 14:40 auf dem Flughafen Ciampino und fuhr anschließend in seine Sommerresidenz in Castel Gandolfo (Italien).